# Multiverso paisaje
Un Multiverso de Nivel II, según la clasificación de Max Tegmark, basado en la Teoría de cuerdas, y más concretamente en la Teoría M, es uno de los tipos de multiverso propuestos por Brian R. Greene.
Partiendo de la base de que, según la teoría de cuerdas, el espacio es decadimensional, con 6 dimensiones diminutas enrolladas en sí mismas, existen unas 10500 posibles maneras de compactarlas, y suponiendo cierto el campo inflatón, que hace posible el universo inflacionario, existiría la posibilidad de múltiples universos cada uno con sus 6 dimensiones extras enrolladas de manera distinta.